# Palomar 14
Palomar 14, auch als GCl 38 bezeichnet, ist ein Kugelsternhaufen im Außenbereich der Milchstraße im Sternbild Herkules. Der Kugelsternhaufen wurde im Jahr 1958 von den Astronomen Sidney van den Bergh und Halton Arp auf Fotografien der Palomar Sky Survey gefunden.
Er hat ein rundes, diffuses Erscheinungsbild und ist mit einem Alter von 10 Milliarden Jahre rund 3–4 Milliarden Jahre jünger als ein typischer Kugelsternhaufen der Milchstraße. Palomar 14 befindet sich in Auflösung und zeigt dementsprechend Gezeitenschweife von ca. 1° Länge, die mit dem Canada-France-Hawaii Telescope nachgewiesen wurden. Die Bildung dieser Schweife ist hier aber ungewöhnlich, da die Umlaufbahn Palomar 14 nicht sehr nah an die Scheibe der Milchstraße führt und somit die wirkenden Gezeitenkräfte gering sind. Es wird daher diskutiert, ob es sich nicht um einen Rest einer ehemaligen Zwerggalaxie handelt.